# Казімежево (Накельський повіт)
Казімежево (пол. Kazimierzewo) — село в Польщі, у гміні Кциня Накельського повіту Куявсько-Поморського воєводства.
Населення — 104 особи (2011).
У 1975-1998 роках село належало до Бидгощського воєводства.

## Демографія
Демографічна структура станом на 31 березня 2011 року:
|          | Загалом | Допрацездатний вік | Працездатний вік | Постпрацездатний вік |
| -------- | ------- | ------------------ | ---------------- | -------------------- |
| Чоловіки | 56      | 13                 | 40               | 3                    |
| Жінки    | 48      | 10                 | 29               | 9                    |
| Разом    | 104     | 23                 | 69               | 12                   |